# کاریوتیپ

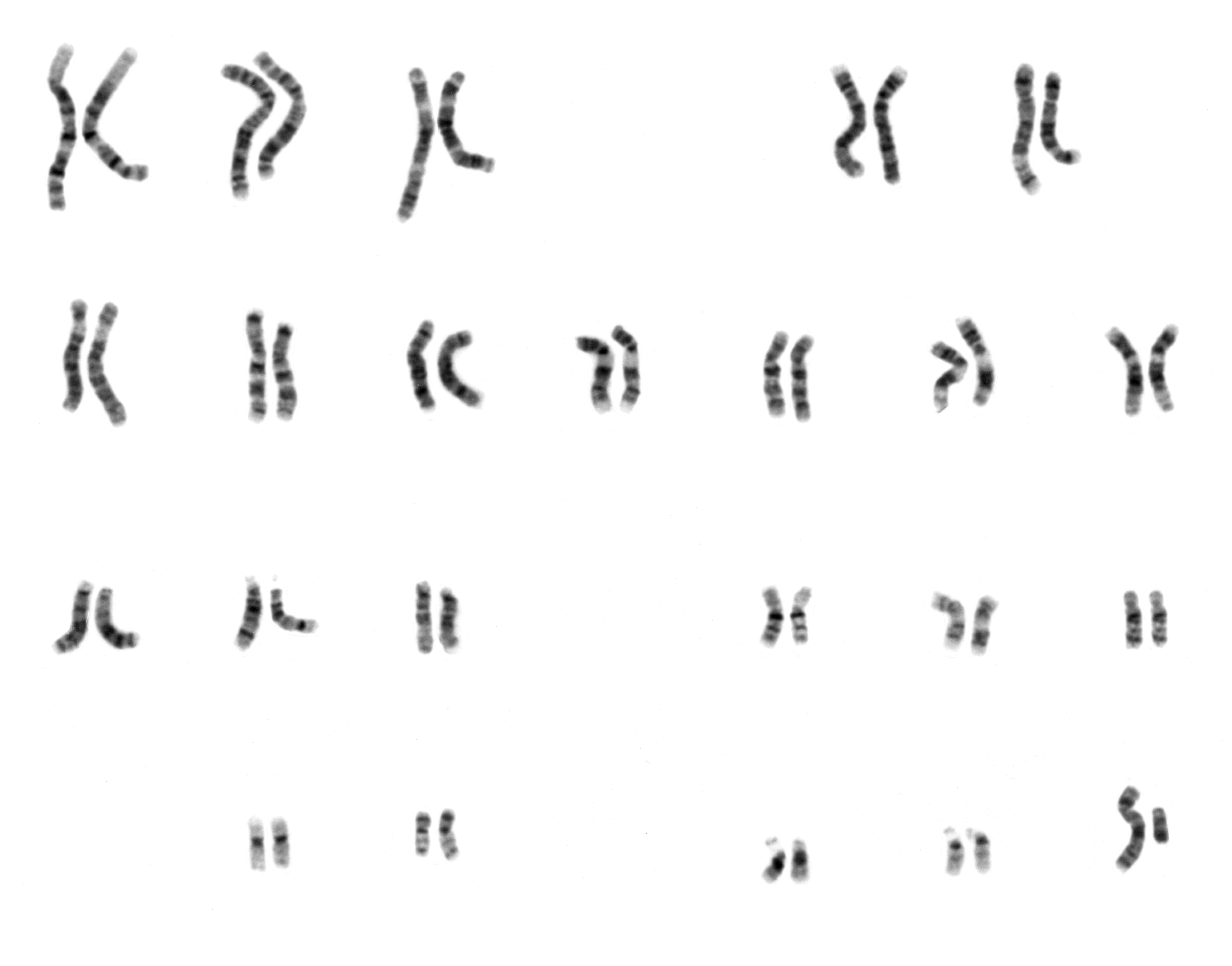
کاریوتیپ یک انسان مذکر پس از رنگ‌آمیزی با روش گیمسا

کاریوتیپ (به فرانسوی: Caryotype) فرایند به تصویر کشیدن مجموعه کروموزوم‌های موجود در سلول‌های یک جاندار به‌منظور بررسی محتوای کروموزومی، وضعیت کروموزوم‌ها، تعداد آن‌ها و بررسی اختلال و ناهنجاری‌های کروموزومی است. در این فرایند، مجموعه‌ای از کروموزوم‌های یک گونه با توجه به تعداد، شکل، اندازه، موقعیت سانترومرها، الگوی اتصال و تفاوت‌های ظاهری و فیزیکی مرتب‌سازی و به تصویر کشیده می‌شوند. معمولاً بزرگ‌ترین کروموزومِ را به عنوانِ کروموزومِ شمارهٔ ۱، کروموزومی که پس از آن از همه بزرگ‌تر است کروموزومِ شمارهٔ ۲ و سایر کروموزوم‌ها را بر اساس شکل، اندازه، محل قرارگیری سانترومرها، مرتب و شماره‌گذاری می‌کنند. کاریوتایپ تعداد کروموزوم‌های یک جاندار و شکل ظاهری آن‌ها در هنگام مشاهده با میکروسکوپ الکترونیکی را نشان می‌دهد. آماده‌سازی و مطالعهٔ کاریوتایپ‌ها از مباحث اصلی علم سیتوژنتیک است.
کاریوتیپ‌ها موارد استفادهٔ زیادی در علوم پایه و پزشکی دارند. برخی از این موارد شامل شناسایی عملکردها و فرایندهای سلولی، ارتباطات فرگشتی گونه‌ها و طبقه‌بندی آن‌ها و مطالعات در مورد بیماری‌های ژنتیکی می‌باشد. یکی از کاربردهای اصلی کاریوتیپ‌ها بررسی بیماری‌ها و مشکلات کروموزومی در انسان است. برخی از این بیماری‌ها عبارت اند از: نشانگان داون، نشانگان ترنر، سندرم کلاین‌فلتر، سندرم پاتو و نشانگان ادواردز

## شرح
وضعیت کروموزوم‌های یک فرد و تغییرات احتمالی عددی یا ساختاری آن‌ها با انجام آزمایش کاریوتیپ مشخص می‌شود. این روش تنها روش بررسی کروموزوم‌ها نیست. به‌عنوان مثال، آنالیز کروموزوم‌ها در سوسپانسیون مایع با استفاده از تکنیک فلو سایتومتری در طول ۳۵ سال گذشته کاربردهای فراوانی پیدا کرده‌است. آنالیز کروموزوم‌ها با استفاده از فلوسایتومتری نیاز به یک FACS (fluorescent –activated cell sorter) با دو منبع لیزر دارد.

## ناهنجاری‌های قابل بررسی
مشکلات و ناهنجاری‌های کروموزومی قابل بررسی با استفاده از آزمایش کاریوتایپ عبارت‌اند از:
تغییرات تعدادی کروموزوم‌ها، ظاهر و وضعیت نامتعارف کروموزوم‌ها، حذف شدن، معکوس شدن یا دوبرابر شدن‌های گسترده در رشته‌های دی‌ان‌ای، جابه‌جایی کروموزومی، آنیوپلوئیدی، وقوع تریزومی‌ها، مشکلات میتوزی مانند پدیدهٔ عدم جدایی کروموزوم‌ها